# Pirineos Atlánticos
Pirineos Atlánticos (64; en francés: Pyrénées-Atlantiques; en occitano: Pirinèus Atlantics; en euskera: Pirinio Atlantikoak) es un departamento francés situado en el suroeste del país, perteneciente, desde el 1 de enero de 2016, a la nueva región de Nueva Aquitania. Toma su nombre de los montes Pirineos y del océano Atlántico, que lo limitan. Tiene su prefectura en Pau y dos subprefecturas en Bayona y en Oloron-Sainte-Marie. Se divide en tres distritos: el de Bayona, el de Oloron-Sainte-Marie y el de Pau. Su población en 1999 era de 600 018 habitantes, con una densidad de 78 habs./km².
El departamento se encuentra situado al norte de los Pirineos, que lo separan de España (Aragón, Navarra y País Vasco).
La mitad occidental del departamento es conocida como el País Vasco francés (en euskera: Iparralde; en francés: Pays basque français), abarcando por completo el distrito de Bayona y la parte occidental del distrito de Oloron-Sainte-Marie mientras que la mitad oriental es conocida como Bearne.

## Historia

División administrativa en distritos y cantones del departamento.

Situación del País Vasco francés (izquierda) y Bearne (derecha) en el departamento de Pirineos Atlánticos.

El departamento recibió el nombre de Pirineos Bajos (en francés, Basses-Pyrénées) en la división departamental original efectuada durante la Revolución francesa, el 4 de marzo de 1790 (en aplicación de la ley del 22 de diciembre de 1789). Fue creado a partir del antiguo vizcondado de Béarn, de las tres provincias vascas de Labort (Labourd en francés; Lapurdi en euskera), Baja Navarra (Basse-Navarre en francés; Nafarroa Beherea en euskera) y Sola (Soule en francés; Xiberoa o Zuberoa en euskera) y de tierras gasconas de Bayona y Bidache.[cita requerida]
El 10 de octubre de 1969, los Pirineos Bajos cambiaron su nombre por el de Pirineos Atlánticos.

## Geografía
El departamento de los Pirineos Atlánticos es el más meridional de la región francesa de Nueva Aquitania.
Limita al sur con España (comunidades autónomas del País Vasco —Guipúzcoa—, Navarra y Aragón —Huesca—); al oeste con el mar Cantábrico (golfo de Vizcaya), al norte con los departamentos de las Landas y Gers, y al este con el departamento de los Altos Pirineos que tiene dos enclaves en su territorio.

## Clima
Hay una diferencia de altitud de cerca de 3000 metros entre el punto más bajo y el más elevado; hay pues, varios tipos de clima. En las llanuras costeras es suave, de tipo atlántico, sin grandes diferencias de temperatura y lluvias frecuentes; en las alturas pirenaicas desciende la temperatura pudiendo nevar gran parte del año.

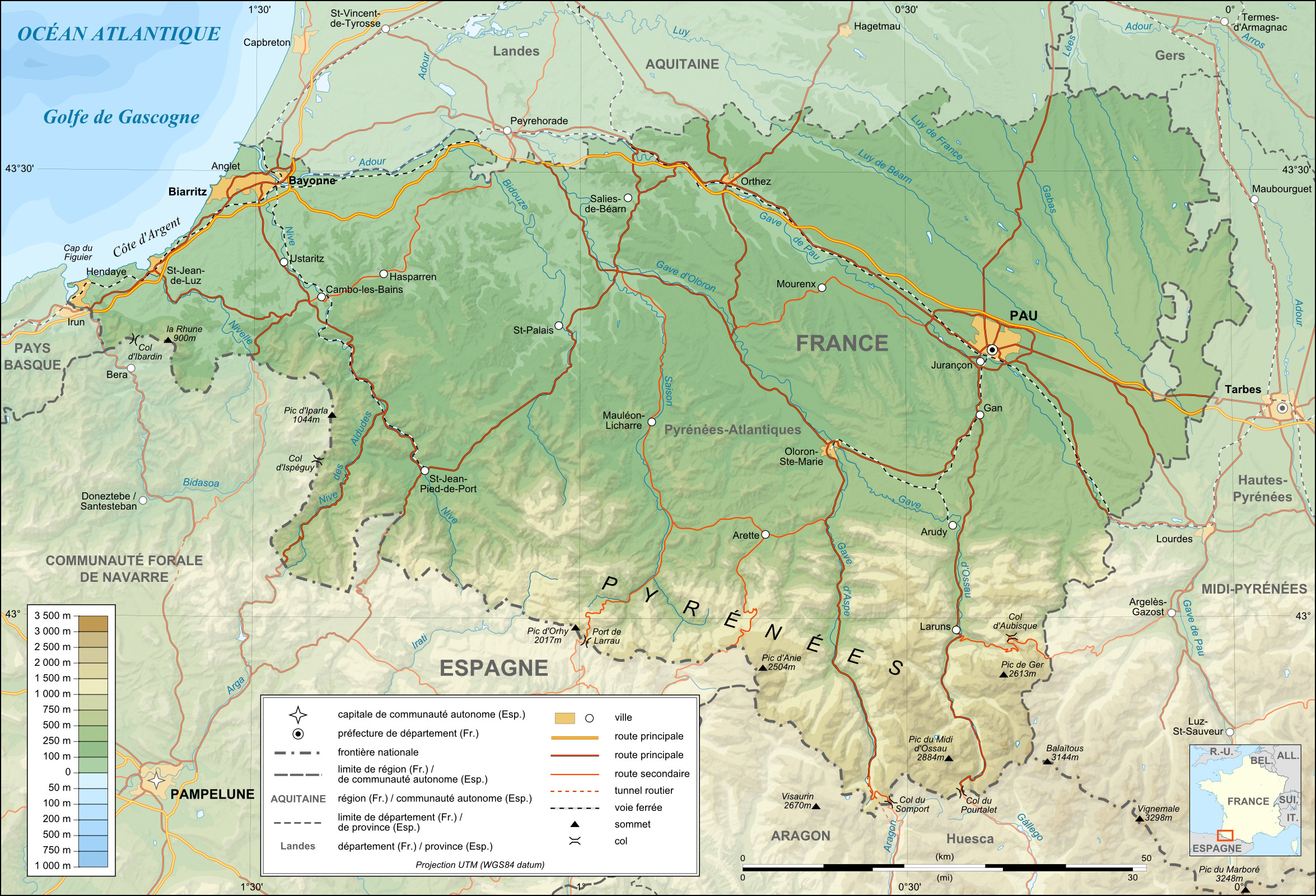
Mapa físico de los Pirineos Atlánticos.

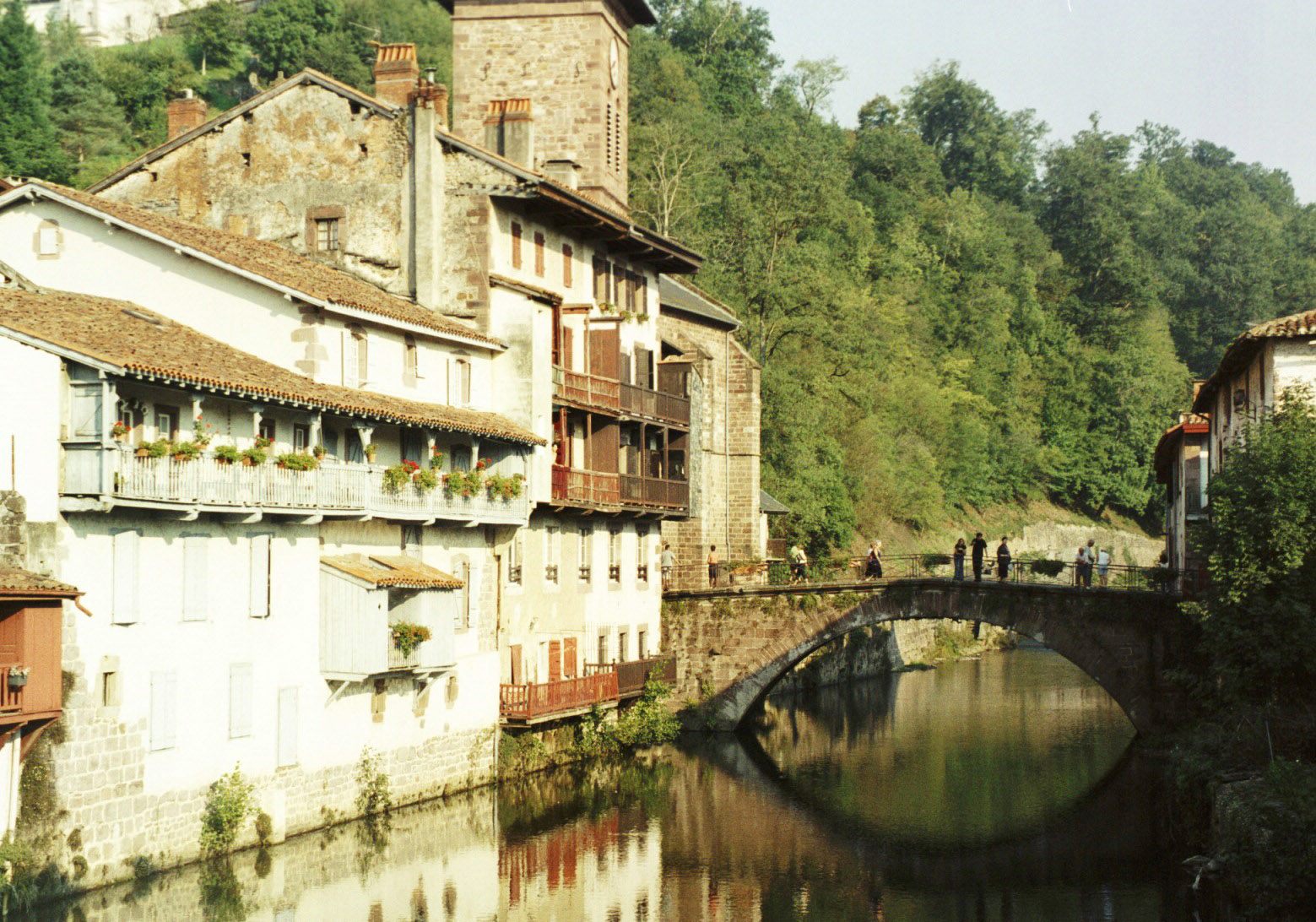
Puente sobre el río Nive, en San Juan de Pie de Puerto.

## Demografía
| 1801    | 1831    | 1841    | 1851    | 1856    | 1861    | 1866    |
| ------- | ------- | ------- | ------- | ------- | ------- | ------- |
| 355.573 | 428.401 | 451.683 | 446.997 | 436.442 | 436.628 | 435.486 |
| 1872    | 1876    | 1881    | 1886    | 1891    | 1896    | 1901    |
| 426.700 | 431.525 | 434.366 | 432.999 | 425.033 | 423.572 | 426.347 |
| 1906    | 1911    | 1921    | 1926    | 1931    | 1936    | 1946    |
| 425.817 | 433.318 | 402.981 | 414.556 | 422.719 | 413.411 | 415.797 |
| 1954    | 1962    | 1968    | 1975    | 1982    | 1990    | 1999    |
| 420.019 | 466.038 | 508.734 | 534.748 | 555.696 | 578.516 | 600.018 |

Notas a la tabla:
- 1 de junio de 1857: la comuna de Saint-Esprit pasa de Landas a Pirineos Bajos (actualmente Pirineos Atlánticos).

Las ciudades más populosas del departamento son (datos del censo de 1999):
- Pau: 78.732 habitantes; 181.413 en la aglomeración.
- Bayona: 40.078 habitantes; 178.965 en la aglomeración, que se extiende también por el departamento de las Landas. La aglomeración incluye Biarritz (30.055 hab.), Anglet (35.263 hab.) y San Juan de Luz (13.247 hab.).
- Oloron-Sainte-Marie: 10.992 habitantes, 16.081 en la aglomeración.

## Idioma
- Idiomas:
  - Francés
  - Euskera (País Vasco francés)

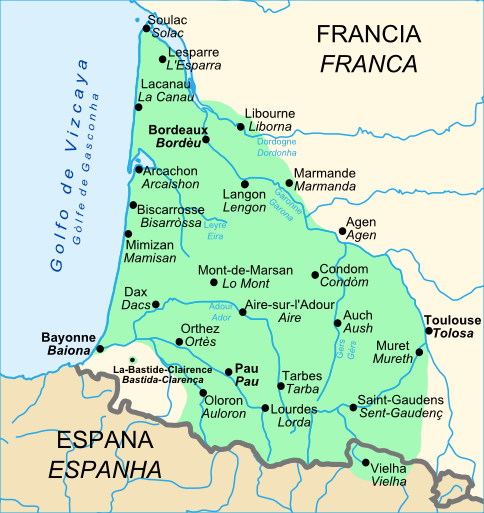
Zona de influencia del gascón.

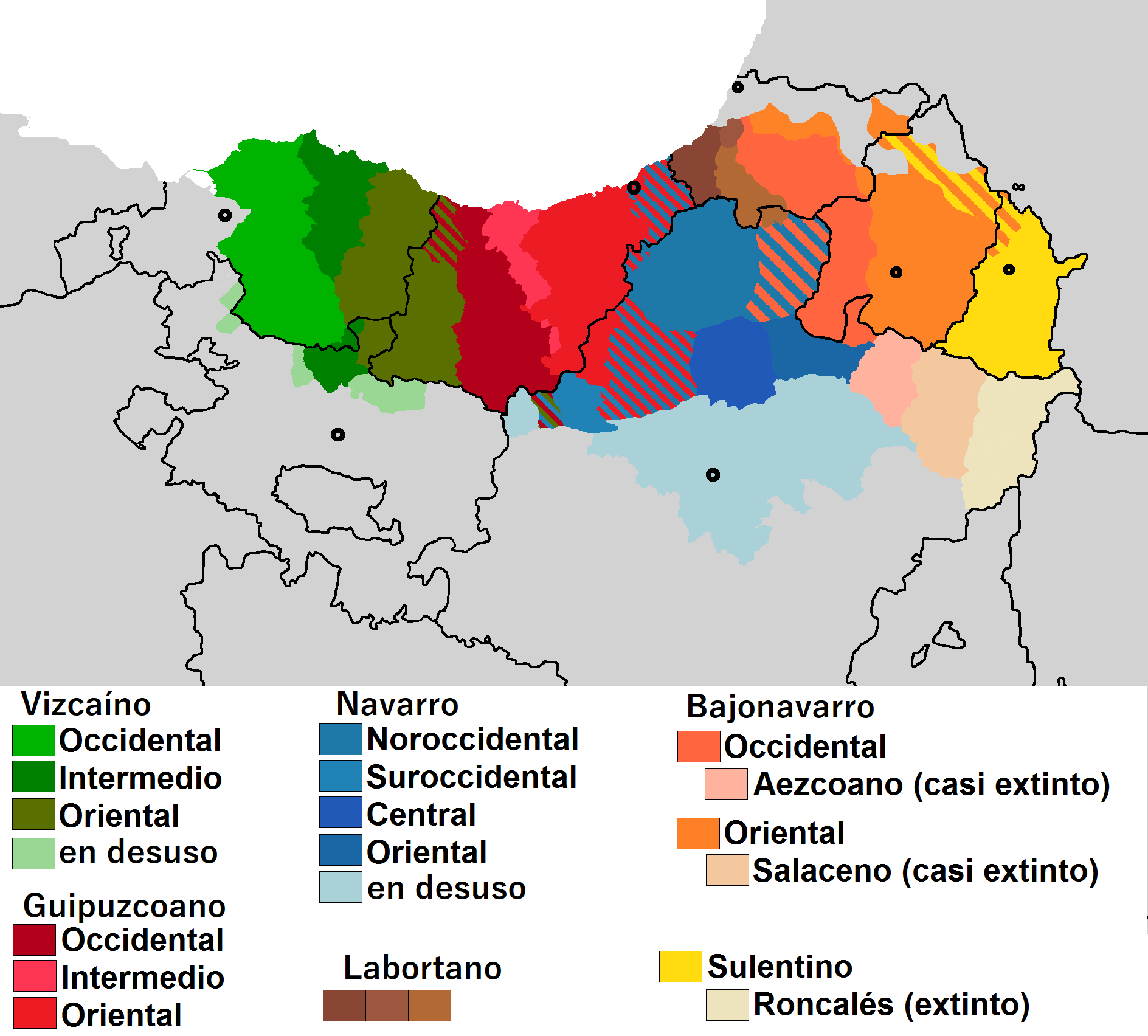
Dialectos del euskera.

  - Gascón (dialecto del idioma occitano. Toda la región de Pirineos Atlánticos excepto el País Vasco francés)

El francés es la lengua oficial, como en el resto del territorio de la República Francesa. Además del francés, se hablan también euskera y bearnés, dialecto del gascón.
En el País Vasco Francés (Iparralde en euskera) se habla euskera. En esta área, se utiliza en las señales de tráfico y es enseñado en escuelas, institutos e ikastolas.
En Bearn (zona este del departamento) y en una franja en la ribera del río Adur, la lengua vernácula es el bearnés, dialecto del gascón (subdialecto del occitano). Hasta bien entrado el siglo XX, el gascón era la lengua materna de la mayor parte de la población bearnesa. Actualmente, esta lengua vive un momento de recuperación, gracias en parte a las calandretas, las escuelas bilingües occitanas. La primera de estas escuelas se abrió en Pau en el año 1979. Una encuesta realizada en 1982 indicó que en Bearn el 51% de la población hablaba bearnés, el 70% lo comprendía, y que el 85% de los bearneses eran partidarios de conservar su lengua vernácula.
Así mismo existen zonas trilingües (francés, euskera y gascón) como la comarca del Bajo Adour y el norte de la Baja Navarra y Sola (en el límite del departamento de Pirineos Atlánticos con el de Las Landas).

## Política

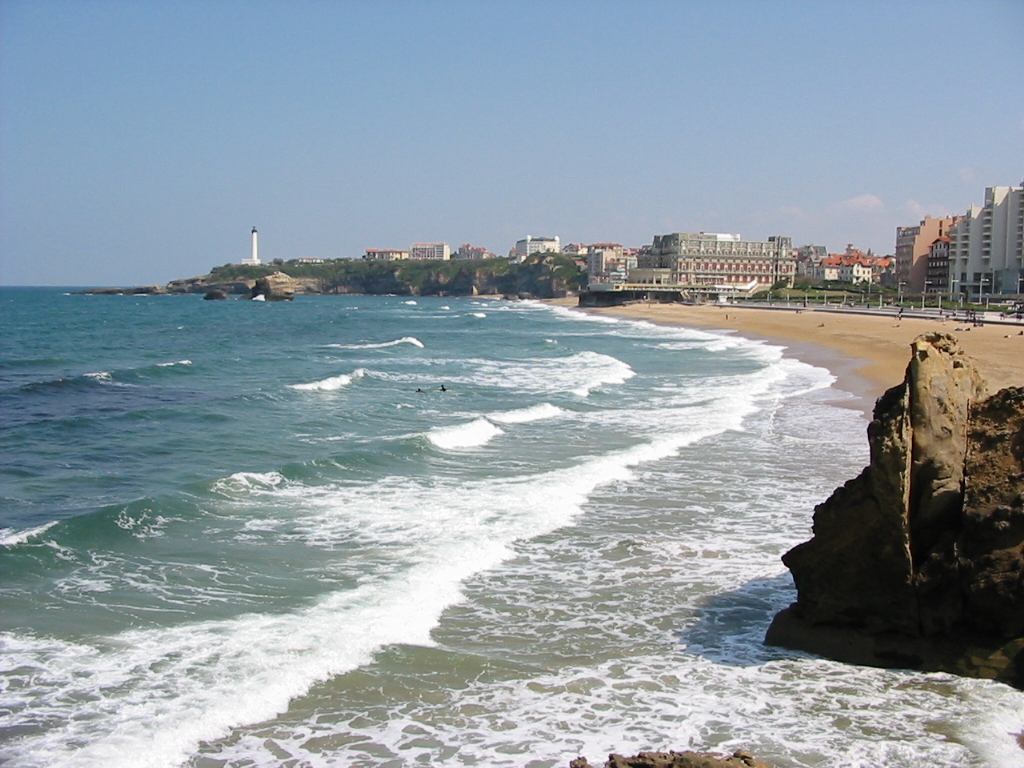
La playa de Biárriz.

En 2004 fue reelegido como presidente del Consejo General Jean-Jacques Lasserre, de la UDF, con el apoyo de los consejeros generales de su grupo y de la UMP.
Las principales atribuciones del Consejo General son votar el presupuesto del departamento y escoger de entre sus miembros una comisión permanente, formada por un presidente y diversos vicepresidentes, que conformarán el ejecutivo del departamento. Actualmente[¿cuándo?], la composición de esta asamblea es la siguiente:
- Partido Socialista (PS): 21 consejeros generales.
- Unión para la Democracia Francesa (UDF): 20 consejeros generales.
- Unión por un Movimiento Popular (UMP): 9 consejeros generales.
- No adscritos de izquierda: 1 consejero general.
- Abertzaleen Batasuna: 1 consejero general.

## Cultura
Pirineos Atlánticos cuenta con varios equipos profesionales, entre ellos Aviron Bayonnais, Biarritz Olympique y Section Paloise en rugby, ÉB Pau-Orthez en baloncesto y Pau FC en fútbol. El Gran Premio de Pau es una carrera de automovilismo que se disputó en las calles de Pau por primera vez en 1901. Ha albergado el Campeonato Mundial de Turismos, la Fórmula 3 Británica, la Fórmula 3 Euroseries y la Fórmula 3 Europea.
Por estar el País Vasco Francés, en el departamento, hay tradición de pelota vasca y deportes rurales vascos. También hay tradición taurina con diversas plazas de toros (Plaza de toros de Bayona)

## Acuerdos de cooperación internacional
El departamento de Pirineos Atlánticos ha firmado vínculos de cooperación perdurables, en carácter de acuerdos de cooperación internacional, con las siguientes provincias:
- Provincia de Misiones Argentina (noviembre de 2011)[8]